# Dieceza de Würzburg
Dieceza de Würzburg (în latină Dioecesis Herbipolensis) este una din cele douăzecișișapte de episcopii ale Bisericii Romano-Catolice din Germania, cu sediul în orașul Würzburg. Dieceza se află în provincia mitropolitană a Arhidiecezei de Bamberg.

## Istoric
Episcopia a fost fondată în anul 742, fiind probabil opera misionară a Sfântului Bonifaciu. Dieceza de Würzburg a fost una dintre cele mai importante episcopii din Sfântul Imperiu Roman, sufragană a fostei Arhiepiscopii de Mainz.
Episcopul Rudolf I de Würzburg a căzut în anul 908 pe câmpul de bătălie, în luptă cu maghiarii.
În secolul al XVIII-lea episcopii de Würzburg au construit Rezidența din Würzburg, unul din cele mai mari palate în stil baroc din Europa.
Ca urmare a Tratatului de la Lunéville (1801) teritoriul diecezei de Würzburg a fost secularizat și trecut în componența Regatului Bavariei, stat satelit al imperiului napoleonian.
În anul 1803 a fost secularizată Rezidența din Würzburg și averile mănăstirești de pe teritoriul diecezei.
În anul 1814 orașul Aschaffenburg împreună cu alte foste teritorii ale Arhiepiscopiei de Mainz a fost încorporat în Dieceza de Würzburg, iar în 1821 a avut loc rearondarea episcopiilor care au intrat în componența Bavariei, așa încât Dieceza de Würzburg a devenit episcopie sufragană a Arhidiecezei de Bamberg.